# Chatou
Chatou település Franciaországban, Yvelines megyében. Lakosainak száma 30 054 fő (2022. január 1.). Chatou Nanterre, Rueil-Malmaison, Carrières-sur-Seine, Croissy-sur-Seine, Montesson és Le Vésinet községekkel határos.

## Népesség
A település népességének változása:
| Lakosok száma | 30 809 | 31 058 | 31 653 | 30 253 | 30 330 | 30 153 | 29 709 | 29 649 | 30 054 |
|               | 2013   | 2015   | 2016   | 2017   | 2018   | 2019   | 2020   | 2021   | 2022   |

## Híres személyek
- itt született Wladimir Yordanoff (1954–2020) bolgár származású francia színész